# Le Miracle de l'enfant mort-né
Le Miracle de l'enfant mort-né (en italien : Miracolo del bambino nato morto) est une des huit tablettes peintes à tempera sur bois (75 × 57 cm) de la série des Miracles de saint Bernardin du Pérugin, datant de 1473, conservée à la Galerie nationale de l'Ombrie à Pérouse.

## Histoire
En  1473 les  frères mineurs de Pérouse commandèrent au Pérugin et à d'autres artistes, huit tablettes pour occulter une niche architecturale où se trouvait une statue du saint dans l'oratorio di San Bernardino.
À l'époque, l'ordre était occupé à diffuser le message religieux et politique de saint Bernardin de Sienne canonisé en 1450, et la série devait en décrire les miracles.
Au moins « cinq mains » participèrent à l'entreprise parmi lesquels des peintres très importants qui acceptèrent néanmoins de respecter le style du projet qui généralement est attribué au Pérugin, malgré son jeune âge et qu'il ne soit « Maestro » à part entière que depuis un an inscrit à la compagnia di San Luca de Florence (1472).
Parmi les tablettes, seule celle de Saint Bernardin guérissant une fillette, estimée qualitativement parmi les meilleures de la série, est unanimement attribuée au maître, tandis que les autres ne lui sont reconnues que partiellement ou de manière douteuse comme celle du Miracle de l'enfant mort-né.
La série a été démantelée et son aspect et l'installation originale est encore aujourd'hui très discutée par les historiens de l'art.

## Thème
L'épisode représenté est celui d'un miracle dû post mortem à saint Bernardin qui fait revenir à la vie l'enfant mort-né de Giovanni et Margherita da Basilea, ou selon une autre version moins accréditée, une mise au monde miraculeuse concédée à une femme jugée stérile. Le saint n'est donc pas visible dans la scène.

## Description
Les personnages sont rassemblés dans le bas de la composition dont l'architecture remplit la hauteur du tableau : La scène du miracle proprement dit se situe en retrait au second plan sur la gauche, sous une loggia, tandis que la partie droite est occupée au premier plan par quatre personnages richement habillés en discussion deux par deux, rappelant la composition de La Flagellation du Christ de Piero della Francesca ; trois adolescents semblent jouer juste en derrière.
La scène est située dans un décor constitué par une fastueuse architecture qui écrase les figures, remplissant l'espace de façon régulière par ses colonnades carrées et des éléments polychromes. Le pavement est composé de dalles carrées en perspective décorées de motifs géométriques, et le fond par deux arcades rondes ouvrant sur un panorama avec un lac, des collines sous un ciel illuminé parsemé de nuages. Au-dessus de l'ensemble architectural à droite, un ciel bleu et deux nuages stylisés apparaissent derrière les prolongements des vestiges du haut des murs.
La composition se trouve encadrée d'un motif peint de bijoux et de perles.

## Analyse
La composition  fait appel à la perspective affirmée par la présence d'éléments architecturaux (colonne, chapiteaux) et du dallage.
La lumière est claire et reposante, les couleurs ténues, les ombres estompées, sur des modèles de Piero della Francesca, réadaptées par le Pérugin selon sa sensibilité.
Les groupes de figure sont disposés symétriquement, avec des figures d'inspirations tardo-gothiques comme d'autres tablettes de la série.
La richesse architecturale est inspirée par l'école d'Urbin, tandis que les décorations polychromes et certains détails gothiques des figures découlent de l'héritage local.
Dans le groupe de personnages on note des sujets rappelant ceux d'Andrea del Verrocchio ou du jeune Domenico Ghirlandaio.

## Sources
- (it) Cet article est partiellement ou en totalité issu de l’article de Wikipédia en italien intitulé « Miracolo del bambino nato morto » (voir la liste des auteurs).